# Mashinky
Mashinky — відеогра у жанрі стратегії і транспортного симулятора, у якій гравець має взяти під своє керівництво транспортну компанію і розбудувати її до транспортної імперії, водночас вона містить непритаманну для таких ігор можливість — узяти під контроль будь-який транспорт компанії і самостійно ним керувати. Вона створена чеським розробником Яном Зеленим та вийшла у ранній доступ на платформі Steam 6 жовтня 2017. Зі слів розробника, гра була створена під натхнення від ігор Transport Tycoon і Railroad Tycoon, хоча і перші ідеї з'явилися ще під час навчання в середній школі.

## Ігровий процес

### Однокористувацька гра
Гра поєднує у себе можливості стратегії і залізничного симулятора, таким чином, як зазначає сам розробник, гра нагадує реалістичний симулятор із правилами гри як у настільних іграх. У грі гравець бере на себе роль власника транспортної компанії та має розбудувати залізничне, автосполучення чи авіасполучення (у планах) для здійснення пасажирських чи вантажних перевезень. Проте на відміну від класичних залізничних чи транспортних стратегій, у ній за перевезення різних товарі дають різні жетони, за які можна купувати новий транспорт та оплатити витрати на використання певного транспорту. Вона має два режим звичайний з реалістичною графікою та режим будівельника з ізометричною графікою, в якому карти поділена квадратною сіткою. У режимі будівельника гравець може прокладати залізничні колій чи автошляхи, будувати станції чи модифікації до них тощо. У той же час в звичайному режимі гравець може планувати маршрути рухомого складу, закуповувати новий рухомий склад, а також може взяти під контроль авто чи поїзд або проїхатися як спостерігач. Крім того, гра має 6 різних епох (з 7 планованих), починаючи від ери паровозної тяги і закінчуючи електричною ерою. Кожна з епохи відкривається після виконання відповідного завдання і відкриває доступ до нових видів промисловості, будівель і транспорту.

### Багатокористувацька гра
Багатокористувацька режим дозволяє грати до 8 гравців одночасно. Гравці можуть грати як кожен за свою компанію окремо, так і разом у одній компанії. Компанії між собою можуть як співпрацювати, так і бути суперниками у досягнення конкретних цілях. Також власник компанії за бажанням може обмежити доступ для нових гравців до своє компанії паролем. Крім того рейтинг успішності кожної компанії вимірюється від одного до 1000 і відображається у меню гри. Окрім цього, кожна станція у багатокористувацькому режимі має рейтинг доставлення вантажів, який залежить від того наскільки часто доставляє чи забирає певний вантаж зі станції. Якщо цей рейтинг падатиме, то кількість вантажів, які пропонувати станція буде зменшуватися, таким чином у конкурентів кількість вантажів буде збільшуватися. До того ж як в однокористувацькому режимі, гравці можуть одночасно бродити світи від першої особи чи керувати транспортом у грі.

## Розробка
6 жовтня 2017 у ранній доступ вийшла перша версія гри, яка була доступна для широкої публіки, проте згідно зі слів розробника, до раннього доступу в ході розроблення основних функцій гри було створено 8 версій ігор. У грудні 2017 році вийшло велике оновлення до гри, що додало третю еру, яка додавала дизельні локомотиви та галузь і пов'язану з виробництво дизелю і нафти, крім того, в тому місяці було додано підтримку хмарних збережень.
У травні 2018 вийшло два великих оновлення: перше додало редактор карт, що дозволило створювати власні карти, сценарії, редагувати ландшафт і розташування і назви міст; а друге було спрямоване на покращення штучного інтелекту у пошуку шляху до місця призначення залізничним транспортом. У червні-липні випущено три значних оновлення: одне додало новий тип колії (швидкісна колія) і систему бонусів за перевезення вантажів на різну відстань; друге було направлено на покращення декоративних функцій в грі, як підлаштування вигляду стін в містах залежно від навколишнього середовища, декоративні оновлення для станцій тощо; а третє оновило фізику у грі, яка почала враховувати перенавантаження поїзда і підняття/спуск зі схилу, додало підтримку поїздів із кількома локомотивами та додано нові параметри для ускладнення гри. У жовтні вийшло велике оновлення, що додало 4 еру (просунутий дизельний період) разом із галузей по виробництві сталі і новим типом вантажу — піску. Крім того тоді також випущено кілька оновлень, що додали автоматичне додавання сигналів та можливість їхнього розміщення на мостах і під ними.
У січні 2019 року з'явилося оновлення, яке додало підтримку x64-версії, Майстерні Steam і новий вид рельєфу місцевості, а в лютому було додано систему старіння транспортних засобів та функцію щодо масової заміни кількох поїздів одразу. У травні вийшло велике оновлення, яке додало 5 ера, яка додала електричний рухомий склад і електрифіковані колії, кілька нових індустріальних будинків, новий тип вантажу, кілька нових квестів тощо. У червні-липні до гри було додано іконки високої роздільної здатності, можливість масштабувати інтерфейс гри, можливість вибирати будь-яку еру для початку гри і 4 нових локалізацій гри. У жовтні випущено велике оновлення, яке додало до гри автомобільні перевезення, а саме, вантажівки і автобуси, крім того додано залізничні переїзди, зупинки для автомобільного транспорту, які можна поєднувати із залізничними станціями тощо. У грудні гра отримала два нових значних оновлень: перше додало покращення  у зручність керування, а саме, додало автоматичне рівняння місцевості при прокладанні колій, автоматичний вибір сигналів при їхньому розміщення на колія, знак на позначення обрив колії або обриву електрифікації  і кілька ігрових шарів: шар, який блок-ділянки сигналів, шар типів промисловості, шар висот рельєфу, шар маршруту транспорту; а друге додало 11 нових автомобілів різних типів, а також новий вид дороги — асфальтована дорога.
У січні 2020 року вийшло невелике оновлення, яке покращило рендеринг колії і контактної мережі, а також покращило вигляд насипу гравію, додало глибину різкості для колій і контактної мережі, а також покращило тіні. У березні і травні гра отримало два великих оновлення: перше було пов'язане з електрифікацією, що додавало гру функцію прокладання ліній електропередач, різні типи ліній електропередач, бонуси за підведення ліній електропередач до будівель промисловості тощо; а друге додало 6 еру, яка включає кілька нових видів промисловості, як виробництво цементу чи бетону, також було додано нові види локомотивів і вагонів, нові квести та інше. У вересні до гри було додано покращено систему переміщення пасажирів, яка враховує куди хоче поїхати конкретний пасажир і система вибирає маршрут, яким він може доїхати, крім того ця система також поширюється поштові перевезення, серед іншого додано вартість квитка залежно від подоланої відстані, додано новий шар для відслідковування місця призначення пасажирів/пошти. У жовтні до гри додали можливість керувати потягом з його кабіни, режим від першої особи, який дозволяє гуляти по всій карті, жовте світло світлофора і односторонню автомобільну дорогу. У грудні було випущено два оновлення, що внесли зміну у функцію віддалення камери, додали зупинки для одностороннього руху, карти розміром 1024х1024, нові сценарії і різдвяні квести.
У червні 2021 року випущено велике оновлення, яке покращило міста, а саме перероблені будівлі і додані нові будівлі, додано можливість впливати на міста (розробляти плани розвитку, будувати міські будівлі тощо). У грудні у публічну бету на гільці «експериментальна» вийшов багатокористувацький режим для гри.
У лютому 2022 року було випущено невелике оновлення, що покращило продуктивність та внесло зміни у зручність користування, як відновлення поїздів у депо після такого, як два з них потрапили в лобову аварію. У квітні вийшло доповнення, яке додало багатокористувацький режим до основної гри разом і з яким було додано кілька нових функцій, як кооперативні квести, рейтинг кількості доставлених вантажів для кожної станції, рейтинг компанії, внутрішньоігровий чат, мітку над кожним гравцем, яка показує де розташований він, а також куди він дивиться, якщо він у режимі першої особи; серед іншого покращення продуктивності і виправлення багів.

## Підтримка України у війні проти Росії
2 березня 2022 року у новинах на платформі Steam, Ян Зелений заявив, що підтримує Україну у війні проти Росії і засудив повномасштабне російське вторгнення в Україну, а також він зазначив, що середній двомісячний прибуток з Російського і Білоруського регіону було відправлено до неприбуткової організації «Člověk v tísni», яка допомагає найбільш незахищеним людям в Україні. Крім того, у самій грі в населених пунктах з'явився флагшток з прапором у Україні і табличкою з текстом «Stop war. Stop Russian agression.».

## Виноски
1. ↑  Свого часу була повна текста локалізація, проте внаслідок виходу нових оновлень, текстова локалізація поступово перетворилася на часткову, де деякі пункту меню представлені на англійській мові.